# Dol (gmina Babušnica)
Dol (cyr. Дол) – wieś w Serbii, w okręgu pirockim, w gminie Babušnica. W 2011 roku liczyła 45 mieszkańców.